# Tomissa concisella
Tomissa concisella là một loài bướm đêm trong họ Crambidae.